# Abdelatif Noussir
Abdelatif Noussir (arab. عبد اللطيف نوصير; ur. 20 lutego 1990 w Fezzie) – marokański piłkarz, od 2014 roku zawodnik klubu Wydad Casablanca. Występuje na pozycji obrońcy. W reprezentacji Maroka zadebiutował w 2012 roku.